# Concours Eurovision de la chanson junior 2010
 (janvier 2019).
Si vous disposez d'ouvrages ou d'articles de référence ou si vous connaissez des sites web de qualité traitant du thème abordé ici, merci de compléter l'article en donnant les références utiles à sa vérifiabilité et en les liant à la section « Notes et références ».
- Pays participants
- Pays ayant participé dans le passé, mais pas en 2010

Kiev 2009 Erevan 2011
Le Concours Eurovision de la chanson junior 2010 est la huitième édition du Concours Eurovision de la chanson junior. Il s’est tenu à Minsk, en Biélorussie. La victoire est revenue à l'Arménie représentée par Vladimir Arzumanyan  avec la chanson Mama, qui a obtenu 120 points, devant la Russie (119 points) et la Serbie (113 points).

## Lieu
L'Union européenne de radio-télévision (UER) a invité les radiodiffuseurs à poser leur candidature pour l'organisation du Concours Eurovision de la chanson junior 2010. C'est BRTC, la radio-télévision nationale de Biélorussie qui a été choisie pour l'organisation, devant la Russie et Malte. La Biélorussie a déjà remporté deux fois le Concours Junior. Cette édition s'est déroulée au Minsk Arena dont les travaux ont débuté en 2009, pour permettre d'accueillir 15000 spectateurs.

## Thème
Le logo du Concours a été dévoilé le 8 avril 2010. Il est constitué de cercles multicolores, symbolisant des personnes, des cultures et des pays différents, constituant la forme des ailes, évoquant la liberté, la facilité de voler, l'inspiration... Le 8 septembre 2010 furent également présentés les mascottes de l'émission, l'ours et le bison d'Europe.
La scène, qui a été imaginée par Ulf Mårtensson un décorateur de théâtre, a été inauguré le 15 juillet 2010, en mettant en avant cinq constructions dans la forme des ailes. Les présentateurs auront leur propre emplacement sur la scène.
Ce thème sera également intégré sur des panneaux publicitaires et des affiches mettant en avant les pays à cette édition 2010. Les onze visages biélorusses sélectionnés sont des personnalités de la télévision Denis Kuryan, Olga Barabanschikova, Irina Kazantseva, Andrey Bibikov, des anciens candidats du Concours Junior Alexey Zhigalkovich, Ksenia Sitnik, Yuriy Demidovich, Alina Molosh, Daria Nadina ainsi que des non professionnels Yulia Brazhinskaya et Ilya Ilmursky

## Participants
Le 28 juillet 2010, l'UER a annoncé la liste officielle des pays concurrents au Concours Eurovision de la Chanson Junior. Un total de 14 pays seront en compétition, avec l'entrée de la Moldavie pour la première fois, et le retour de la Lettonie et de la Lituanie. Chypre et la Roumanie se sont retirés du concours, quant à la Suède, elle participe à nouveau par l'intermédiaire de son diffuseur habituel SVT, qui avait laissé sa place en 2006, 2007 et 2009 à TV4. Le coordinateur pour l'UER Svante Stockselius salue le retour à la compétition du diffuseur historique de la Suède, marquant une grande réussite en termes de négociations et a exprimé l'espoir que d'autres pays scandinaves rejoindront les pays participants.

## Pays participants
| Ordre | Pays          | Artiste                  | Chanson                      | Langue(s)              | Place | Points |
| ----- | ------------- | ------------------------ | ---------------------------- | ---------------------- | ----- | ------ |
| 1     | Lituanie      | Bartas                   | Oki doki                     | Lituanien              | 06    | 67     |
| 2     | Moldavie      | Ștefan Roșcovan          | AlliBaba                     | Roumain et anglais     | 08    | 54     |
| 3     | Pays-Bas T    | Anna & Senna             | My family                    | Anglais et néerlandais | 09    | 52     |
| 4     | Serbie        | Sonja Škorić             | Čarobna noć (Чаробна ноћ)    | Serbe                  | 03    | 113    |
| 5     | Ukraine       | Yulia Gurska             | Miy litak (Мій літак)        | Ukrainien              | 14    | 28     |
| 6     | Suède         | Josefine Ridell          | Allt jag vill ha             | Suédois                | 11    | 48     |
| 7     | Russie        | Liza Drozd & Sasha Lazin | Boy and Girl                 | Russe et anglais       | 02    | 119    |
| 8     | Lettonie      | Šarlote Lēnmane          | Viva la dance                | Anglais et letton      | 10    | 51     |
| 9     | Belgique      | Jill & Lauren            | Get Up!                      | Anglais et néerlandais | 07    | 61     |
| 10    | Arménie       | Vladimir Arzumanyan      | Mama (Մամա)                  | Arménien               | 01    | 120    |
| 11    | Malte         | Nicole Azzopardi         | Knock, Knock!....Boom! Boom! | Anglais                | 13    | 35     |
| 12    | Biélorussie H | Daniil Kozlov            | Muzyki svet (Музыки свет)    | Russe                  | 05    | 85     |
| 13    | Géorgie       | Mariam Kakhelichvili     | Mari-Dari                    | Imaginaire             | 04    | 109    |
| 14    | Macédoine     | Anja Veterova            | Eooo, Eooo                   | Macédonien             | 12    | 38     |

## Tableau de votes
| Drapeau de la Lituanie                            | Drapeau de la Moldavie | Drapeau des Pays-Bas | Drapeau de la Serbie | Drapeau de l'Ukraine | Drapeau de la Suède | Drapeau de la Russie | Drapeau de la Lettonie | Drapeau de la Belgique | Drapeau de l'Arménie | Drapeau de Malte | Drapeau de la Biélorussie | Drapeau de la Géorgie | Drapeau de la Macédoine | Total |    |     |
| Pays                                              | Lituanie               |                      | 2                    | 2                    | 4                   | 4                    | 4                      | 6                      | 6                    | 5                | 4                         |                       | 6                       | 10    | 2  | 67  |
| Pays                                              | Moldavie               | 1                    |                      |                      | 1                   |                      | 2                      | 5                      | 2                    | 6                | 7                         | 10                    | 2                       | 6     |    | 54  |
| Pays                                              | Pays-Bas               | 2                    |                      |                      | 7                   | 1                    | 3                      |                        | 3                    | 10               | 5                         |                       | 1                       | 8     |    | 52  |
| Pays                                              | Serbie                 | 6                    | 12                   | 10                   |                     | 7                    | 8                      | 7                      | 10                   | 7                | 3                         | 8                     | 10                      | 1     | 12 | 113 |
| Pays                                              | Ukraine                |                      |                      |                      |                     |                      |                        | 4                      |                      |                  | 1                         | 2                     |                         | 4     | 5  | 28  |
| Pays                                              | Suède                  | 3                    |                      | 4                    | 2                   | 3                    |                        | 2                      | 4                    | 8                | 2                         | 1                     | 4                       |       | 3  | 48  |
| Pays                                              | Russie                 | 10                   | 7                    | 8                    | 8                   | 8                    | 10                     |                        | 8                    | 4                | 12                        | 12                    | 12                      | 7     | 1  | 119 |
| Pays                                              | Lettonie               | 8                    | 8                    | 6                    |                     | 5                    | 1                      |                        |                      | 1                |                           | 5                     |                         | 5     |    | 51  |
| Pays                                              | Belgique               | 5                    | 3                    | 12                   | 5                   |                      | 6                      | 1                      |                      |                  |                           | 4                     | 3                       | 2     | 8  | 61  |
| Pays                                              | Arménie                | 7                    | 10                   | 5                    | 6                   | 12                   | 12                     | 12                     | 5                    | 12               |                           | 6                     | 8                       | 3     | 10 | 120 |
| Pays                                              | Malte                  |                      | 4                    | 1                    | 3                   |                      |                        |                        |                      |                  | 6                         |                       | 5                       |       | 4  | 35  |
| Pays                                              | Belarus                | 4                    | 6                    | 3                    |                     | 6                    |                        | 10                     | 12                   |                  | 10                        | 3                     |                         | 12    | 7  | 85  |
| Pays                                              | Géorgie                | 12                   | 5                    | 7                    | 10                  | 10                   | 7                      | 8                      | 7                    | 3                | 8                         | 7                     | 7                       |       | 6  | 109 |
| Pays                                              | Macédoine              |                      | 1                    |                      | 12                  | 2                    | 5                      | 3                      | 1                    | 2                |                           |                       |                         |       |    | 38  |
| Tous les pays ont reçu automatiquement 12 points. |                        |                      |                      |                      |                     |                      |                        |                        |                      |                  |                           |                       |                         |       |    |     |

### 12 points
Voici le tableau des 12 points :
| N. | Nation recevant | Nation donnant                   |
| -- | --------------- | -------------------------------- |
| 4  | Arménie         | Ukraine, Suède, Russie, Belgique |
| 3  | Russie          | Arménie, Malte, Biélorussie      |
| 2  | Serbie          | Moldavie, Macédoine              |
| 2  | Biélorussie     | Lettonie, Géorgie                |
| 1  | Belgique        | Pays-Bas                         |
| 1  | Géorgie         | Lituanie                         |
| 1  | Macédoine       | Serbie                           |